# Bébé prestidigitateur
Bébé prestidigitateur è un cortometraggio muto del 1911 diretto da Louis Feuillade.

## Produzione
Il film fu prodotto dalla Société des Etablissements L. Gaumont

## Distribuzione
Distribuito dalla Société des Etablissements L. Gaumont, uscì nelle sale cinematografiche francesi nel marzo 1911. Negli Stati Uniti, fu distribuito attraverso la General Film Company che lo fece uscire il 1º luglio 1911 con il titolo inglese Jimmie's Trick. Nelle proiezioni, veniva programmato con il sistema dello split reel, accorpato in un'unica bobina con un altro cortometraggio, il cortometraggio An Oasis in the Sahara.